# Robert Bárány
Robert Bárány, avstrijsko-madžarsko-švedski zdravnik otolog, nobelovec, * 22. april 1876, Dunaj, Avstro-Ogrska, † 8. april 1936, Uppsala, Švedska.
Za svoje delo na področju fiziologije in patologije vestibularnega aparata srednjega ušesa je leta 1914 prejel Nobelovo nagrado za fiziologijo ali medicino.

## Življenje in delo
Rodil se je kot najstarejši od šestih otrok Avstrijke Marie Hock in madžarskega Juda Ignáza Bárányja. Njegovo zanimanje za medicino naj bi izviralo iz dejstva, da je kot otrok zbolel za tuberkulozo kosti, zaradi česar je bila prizadeta gibljivost njegovih kolen, a je kljub temu bil vse življenje športno aktiven. Na njegov intelektualni razvoj je posebej vplivala izobražena mati, ki je bila hči znanega praškega znanstvenika. Kot učenec je izstopal od osnovne šole dalje in vpisal študij medicine na Univerzi na Dunaju, kjer je leta 1900 pridobil naziv doktorja medicine.
Po tistem se je izpopolnjeval iz patologije, psihiatrije in nevrologije pri von Noordenu v Frankfurtu, Kraepelinu v Freiburgu in Gussenbauerju na Dunaju. Z delom na področju otologije je pričel kot demonstrator na otološki kliniki pod pionirjem avstrijske otologije Ádámom Politzerjem, kjer se je ukvarjal z nistagmusom in motnjami ravnotežja pri pacientih ter povezavo vestibularnega organa s temi pojavi. Po naključju je odkril, da sta smer vrtoglavice in vrtenja oči pri nistagmusu odvisna od temperature vode, ki jo je vbrizgaval v bolnikov slušni kanal. Postavil je hipotezo, da gre za t. i. »kalorično reakcijo« tekočine v polkrožnih kanalih vestibularnega organa, ki se dviga če je segreta oz. spušča če je ohlajena, s tem pa draži čutnice, ki možganom sporočajo, da se glava vrti v določeni smeri. Poleg tega se je ukvarjal s preučevanjem vpliva aktivnosti malih možganov in različnih poškodb na ravnotežni čut. S svojim delom je razjasnil funkcijo vestibularnega organa in bistveno prispeval k napredku medicine na tem področju, ki je stagniralo že od druge polovice 19. stoletja. Razvil je tudi ustrezne diagnostične metode za preučevanje delovanja ravnotežnega aparata pri človeku, med njimi vrtljivi Baranyjev stol, kakršni se v ta namen uporabljajo še danes. Znan je bil kot temeljit teoretik; trpel je za kronično nespečnostjo in je pogosto cele noči razmišljal o problemih namesto da bi vzel uspavalno tableto.
Med prvo svetovno vojno je služil kot civilni zdravnik pri avstrijski vojski, kar mu je omogočilo nadaljevati raziskave. Leta 1915 je bil razglašen za prejemnika Nobelove nagrade za fiziologijo ali medicino za predhodno leto, saj leta 1914 po mnenju komisije nihče od nominirancev ni zadostoval kriterijem. V času razglasitve je bil vojni ujetnik v ruskem taborišču in je bil izpuščen šele leta 1916 po posredovanju švedskega princa Karla v imenu Rdečega križa pri ruskem carju. Kljub temu, da je bil prvi član Univerze na Dunaju, ki je postal Nobelov nagrajenec, je bil ob povratku na Dunaj deležen ostrih kritik, saj so bili njegovi kolegi mnenja, da je ob tem zamolčal zasluge drugih znanstvenikov, na katerih naj bi gradil svoje hipoteze. Zato je bila zavrnjena njegova vloga za polno profesuro na univerzi (bil je zgolj predavatelj), tako da je Bárány emigriral na Švedsko, kjer je postal profesor in predstojnik Inštituta za otologijo na Univerzi v Uppsali in tu deloval do konca kariere ter napredoval do predsednika oddelka za otorinolaringologijo. Več evropskih univerz ga je imenovalo za častnega profesorja.
Leta 1909 se je poročil z Ido Felicitas Berger, s katero je imel tri otroke. V zadnjih letih življenja je trpel za nevrološkimi težavami. Po možganski kapi je bil delno paraliziran. Umrl je nekaj tednov pred 60. rojstnim dnevom v Uppsali.